# 石岡區
石岡區，舊稱「石崗仔」，前身「石岡鄉」，位於臺灣臺中市中部偏北，大甲溪中游河谷南岸，北邊多為大甲溪沖積平原，南方則屬新社河階地與豐原丘陵的一部分。全境地勢南高北低，聚落多呈散村景觀，住商與工業主要聚集在豐勢路兩側一帶。境內居民以客家人為主，在語言方面則同時採行臺灣客家話與臺灣話。
清乾隆時期曾為漢番分界處，道光年間後始有大量漢人入墾:4，由於地理位置的關係，在清代晚期已成為東勢、新社、八仙山等地的樟腦、木炭、木材貨物集散地:5。之後尚有日治時期開通的八仙山森林鐵路、五分車、臺車，以及戰後時期的豐勢路、臺鐵東勢線（今東豐自行車綠廊）等，成為通往山區的主要通道，是豐原、東勢之間與通往中橫公路的必經地:5－6。經濟產業主要為農業，原為種植水稻、竹子與果樹，現則多改產水果與菇類，有白玉苦瓜文心蘭、菱角絲瓜、柳松菇、栟柑、高接梨、葡萄等農特產。

## 歷史
石岡區區治所在聚落舊稱「石崗仔」（或稱「石硿仔」、「石缸仔」），乃因地處大甲溪南岸沙洲，在滿佈石磊之坑谷口處建莊而得名。日治大正九年（1920年），區境獨立設行政區「石岡庄」，並將該聚落易名為「石岡」而作為庄役場所在地。
石岡地區古時為平埔原住民噶哈巫族（Kaxabu）樸仔籬群（Varutto）社寮角社社域，早期也是有泰雅族（Atayal）出沒的地區。
清康熙末年當地開始有來自大埔縣等地的客語族群移入墾殖，至乾隆廿六年（1761年），漢人墾拓已達現今的土牛里，築有十九個土牛作為漢番之界，並嚴禁漢人越界進墾。
清代，原屬彰化縣貓霧栜東、西堡，至乾隆中葉改為捒東上、下堡，同時以石岡及東勢、豐原為上堡。光緒十三年（1887年）台灣陞建行省，石岡隸屬於台灣府台灣縣捒東上堡。
日治初期，明治二十八年（1895年）台灣縣改設台灣民政支部，旋改民政支部為臺中縣，下設辦務署，石岡屬於台中縣葫蘆墩辦務署捒東上堡轄域，遂置石崗區庄長，轄有石崗仔庄、仙塘坪、社寮角、土牛及朴仔口庄等。明治三十四年（1901年）廢三縣三廳及辦務署制，遂改縣為廳，全台設二十廳，廳下各設支廳管轄。大正九年（1920年）七月，地方政制改為五州三廳，下設郡街庄，台中廳改州，支廳改為郡；將原石崗區所屬之樸仔口庄，以埤頭為界合併葫蘆墩區，而石崗區改稱為台中州東勢郡石岡庄。
1945年中華民國接管臺灣後，改為臺中縣東勢區石岡鄉。1950年底，裁撤區署，改稱臺中縣石岡鄉，下分石岡村、萬安村、九房村、金星村、龍興村、萬興村、梅子村、土牛村、德興村、和盛村等10個村:105。
民國88年（1999年）的921大地震對石岡鄉造成嚴重損失，全鄉死亡人數達177人，佔當時居住人口數的1.14%，是該次地震受災鄉鎮市行政區中，地震死亡率最高的。設置於大甲溪的石岡水壩因位於車籠埔斷層帶上，右岸壩及第16、17、18號溢洪閘門毀損。
2010年12月25日，配合臺中縣市合併改制為直轄市臺中市，石岡鄉改制為「石岡區」。

## 地理

### 地形
石岡區位於臺中市中部偏北，地處大甲溪溪南岸狹長的河谷平原地帶與新社河階群的交會處，西與豐原區相鄰，南與新社區銜接，東及北與東勢區以大甲溪為界。全區幅員不大，東西略寛（6.37公里），南北略窄（4.58公里），輪廓呈東西橫置之樹葉形狀。境內北半部為大甲溪河谷平原，海拔約283公尺（區公所處），為區內精華區；南半部則為不同時期因地盤上升及大甲溪沖積作用而形成的各個河階地，包括金星面河階、仙塘坪河階及南眉河階，都屬於新社河階群的一部分。全區最高點海拔約565公尺，即在金星里西南方之河階台地上:17－18。

### 水文
大甲溪是台灣中部的重要河川，屬於中央管河川，主流上游發源於南湖大山東峰，向西注入台灣海峽，流域主要分佈於台中市，並包括南投縣、宜蘭縣之一小部分。大甲溪中游自石岡區東南端石仔倔流入，環繞區境東側及北側，於石岡區西北端米粉寮附近流出，形成石岡區與東勢區的天然邊界。
食水嵙溪是大甲溪南岸支流之一，全長大約有15公里，發源地是在新社區永源村馬力埔湳堀，其水流經過大南水頭、番社嶺、水尾、雙翠水壩後往新社食水嵙、石岡食水坑，最終於石岡水壩下游處匯入大甲溪。食水嵙溪沿岸生態資源豐富，是多種鳥類的棲息地。

### 氣候
石岡區全境屬於亞熱帶氣候區內，終年溫和，適於農作。依據石岡水壩觀測資料，年平均氣溫為攝氏21.9度。月平均溫度最低者為一月份之14.2度，最高則為七月之28.3度。全年平均降雨量為2,113.7公厘，而各月降雨量多寡則受季風所支配。夏半季為雨季，三月至八月平均降雨量佔全年的75.3%；冬半季東北季風因受中央山脈阻擋影響，降雨量大減，十月至翌年一月平均降雨量僅佔全年的5.7%:25－28。

### 人口
根據臺中市政府民政局統計，2024年底石岡區戶數計有5,021戶，人口計有13,877人，區內人口最多與最少的里分別是梅子里與龍興里，2024年底兩里人口分別為1,995人與670人。與臺中市山線其他行政區相同，石岡區的人口持續衰退，2019年底時石岡區尚有14,758人，至2024年底時已下滑至13,877人。石岡區和臺中市其他地區相同，面臨人口老化與少子化的問題。2024年底時，石岡區的人口年齡構成中，約有8.57%是0至14歲人口，67.69%是15至64歲人口，23.74%是65歲以上人口，老化指數約為277.04%，是臺中市幼年人口比例最低且老化指數最高的行政區。

## 政治

### 歷任首長

#### 日治時期
石崗區長
| 任次 | 姓名:78 | 到任日期:78 | 卸任日期:78 | 備註 |
| ---- | ------- | ----------- | ----------- | ---- |
| 1    | 黃定國  | 1901年      | 1920年      |      |

石岡長
| 任次 | 姓名:81  | 到任日期:81 | 卸任日期:81 | 備註 |
| ---- | -------- | ----------- | ----------- | ---- |
| 1    | 黃春色   | 1920年      | 1924年      |      |
| 2    | 林逢禎   | 1924年      | 1936年      |      |
| 3    | 北鄉潮   | 1936年      | 1936年      |      |
| 4    | 笠卷嘉吉 | 1936年      | 不詳        |      |
| 5    | 拆笠龍藏 | 不詳        | 不詳        |      |
| 6    | 山本光次 | 不詳        | 1945年      |      |
| 7    | 須藤健吉 | 1945年      | 1945年      |      |

#### 民國時期
石岡長
| 屆次 | 姓名:93 | 到任日期:93  | 卸任日期:93   | 備註                     |
| ---- | ------- | ------------ | ------------- | ------------------------ |
| 官派 | 黃演懋  | 1946年1月1日 | 1948年7月10日 | 依日治時期制度而稱為庄長 |

石岡鄉鄉長
| 屆次 | 姓名:93 | 到任日期:93    | 卸任日期:93    | 備註                             |
| ---- | ------- | -------------- | -------------- | -------------------------------- |
| 1    | 林阿武  | 1948年7月11日  | 1951年7月10日  | 鄉民代表會選出鄉長               |
| 1    | 林阿武  | 1951年7月11日  | 1953年7月10日  | 民選鄉長（以下同）               |
| 2    | 劉錫類  | 1953年7月10日  | 1956年7月10日  |                                  |
| 3    | 劉錫類  | 1956年7月11日  | 1959年12月31日 |                                  |
| 4    | 江見生  | 1960年1月1日   | 1964年2月28日  |                                  |
| 5    | 郭阿魁  | 1964年3月1日   | 1968年2月29日  |                                  |
| 6    | 謝東春  | 1968年3月1日   | 1973年3月31日  |                                  |
| 7    | 謝東春  | 1973年4月1日   | 1977年12月30日 |                                  |
| 8    | 林保獅  | 1978年12月31日 | 1982年2月28日  |                                  |
| 9    | 林保獅  | 1982年3月1日   | 1986年2月28日  |                                  |
| 10   | 鍾報順  | 1986年3月1日   | 1990年2月28日  |                                  |
| 11   | 鍾報順  | 1990年3月1日   | 1994年2月28日  |                                  |
| 12   | 謝震穎  | 1994年3月1日   | 1998年2月28日  |                                  |
| 13   | 謝震穎  | 1998年3月1日   | 2002年2月28日  |                                  |
| 14   | 劉宏基  | 2002年3月1日   | 2006年2月28日  |                                  |
| 15   | 劉宏基  | 2006年3月1日   | 2010年12月24日 | 延任至2010年12月25日五都改制前夕 |

石岡區區長
| 屆次 | 姓名   | 到任日期       | 卸任日期       | 備註                         |
| ---- | ------ | -------------- | -------------- | ---------------------------- |
| 1    | 王偉誠 | 2010年12月25日 | 2014年12月24日 |                              |
| 2    | 高文生 | 2014年12月25日 | 2019年2月12日  |                              |
| 3    | 劉素幸 | 2019年2月12日  | 2025年6月30日  | 調任臺中市政府運動局專門委員 |
| 4    | 徐天龍 | 2025年7月1日   | 現任           |                              |

### 區政組織

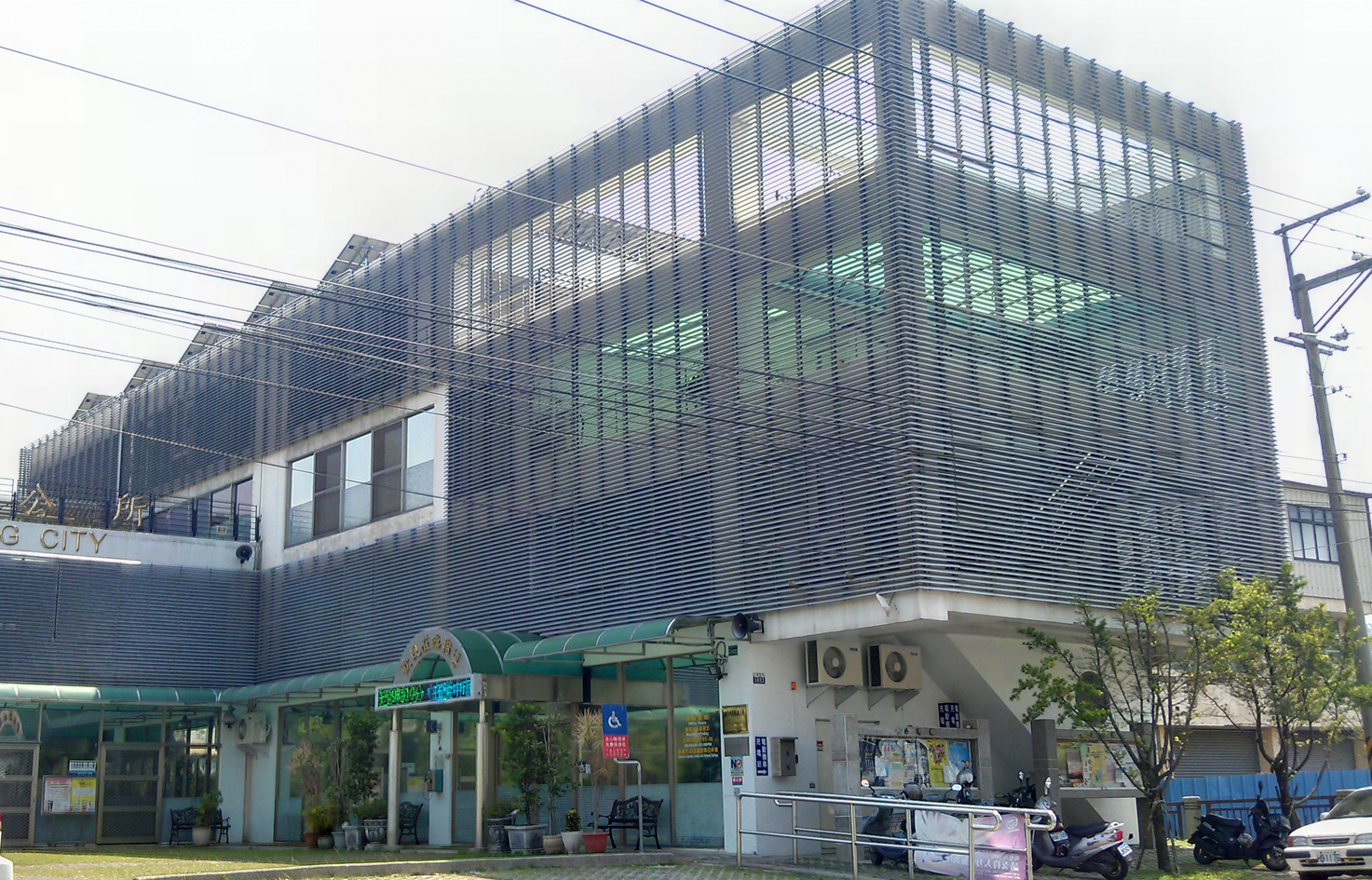
石岡區公所

石岡區公所是臺中市政府在石岡區的派出機關，在中華民國政府架構中為市政府綜理區政的執行機關，上級業務監督機關為臺中市政府。区长由市長任命，其任期為無任期保障。在區長及主任秘書之下，設有4課4室等8個內部單位。

### 行政區
現今石岡區行政範圍的確立，來自於1920年，日本將臺灣十二廳改為五州二廳，設石岡庄屬臺中州東勢郡:183。石岡庄轄石岡、仙塘坪、社寮角、土牛等4個大字:184。1945年，改為「石岡鄉」，屬臺中縣東勢區:183－184。1950年，裁撤區署，石岡鄉改直隸於臺中縣:184。2010年12月25日，臺中縣市合併改制為直轄市，石岡鄉改制為市轄區「石岡區」，隸屬臺中市。
石岡區共轄10里，其行政區域分布情形為：
| 石岡區行政區劃 |        |      |        |      |        |
|                |        |      |        |      |        |
| 編號           | 里名   | 編號 | 里名   | 編號 | 里名   |
| 1              | 石岡里 | 2    | 萬安里 | 3    | 金星里 |
| 4              | 龍興里 | 5    | 九房   | 6    | 萬興里 |
| 7              | 梅子   | 8    | 土牛里 | 9    | 德興里 |
| 10             | 和盛里 |      |        |      |        |

### 選舉
石岡區與豐原區、新社區、東勢區及和平區劃分為臺中市第八選舉區，現任立委是江啟臣。

## 經濟
石岡區早期為典型的農業社會，居民多以務農為生，主要耕地分佈於大甲溪南岸之河谷平原，聚落多為散村型態。近年來隨著工商業的發展，部分居民逐漸遷往交通便利處，形成市街與集村。其中以石岡街區規模最大，具有都市化雛型，人口佔全區三分之一，為區內行政、商業中心:215。
農業為石岡區最重要的經濟活動，全區耕地面積約七百餘公頃，其中水田約佔三分之二，主要作物為水稻；旱田約佔三分之一，主要作物為柑桔、水梨、葡萄、香蕉、鳳梨等水果及各種蔬菜。依據1973年的統計資料，各類作物年產量較多者為稻米2,173公噸、蔬菜1,980公噸、柑桔1,177公噸:218。
畜牧業以禽類為主，年產量較多者為雞45,863隻、鴨14,534隻、鵝4,668隻。漁業多為淡水池塘養殖型態，養殖面積約8公頃，魚種以鰱魚、草魚、福壽魚、鯉魚為主:221。
在工商業方面，由於石岡區河谷平原狹小，北有大甲溪阻隔，南有新社河階地限制腹地規模，再加上東西兩側距離東勢、豐原兩大城鎮皆甚近，工商活動被其吸引，因而自古以來皆難以發展。省道台3線擴寬以後原有招來較大規模工商業投資機會，然因受限於「石岡水壩特定區計畫」的影響，無法順利展開。依據1976年的統計，境內工廠僅有39家，規模均不大。業別以以鄰近丘陵地生產之竹、木製材業17家最多，其餘較多者為化工業7家、食品工業5家、非金屬製品業5家；商戶僅有111家，家數較多者為零售業79家、個人服務業17家、交通運輸業14家。商業活動主要服務當地居民日常生活所需，專業服務則仰賴東勢、豐原或台中市區等大型城鎮:216。

## 宗教
石岡區民的宗教信仰主要為道教、佛教與台灣民間信仰，而基督新教亦設有據點。主要的道教及佛道混合宮觀有位於萬興里的萬興宮、位於萬安里的萬安宮、位於金星里的石忠宮、位於土牛里的慈雲宮、位於龍興里的龍興宮及位於九房里的廣興宮等，佛教寺院則有位於土牛里的明山寺，基督新教禮拜堂有位於九房里的石岡基督長老教會及位於和盛里的土牛基督教神召會:260－266。

## 文化

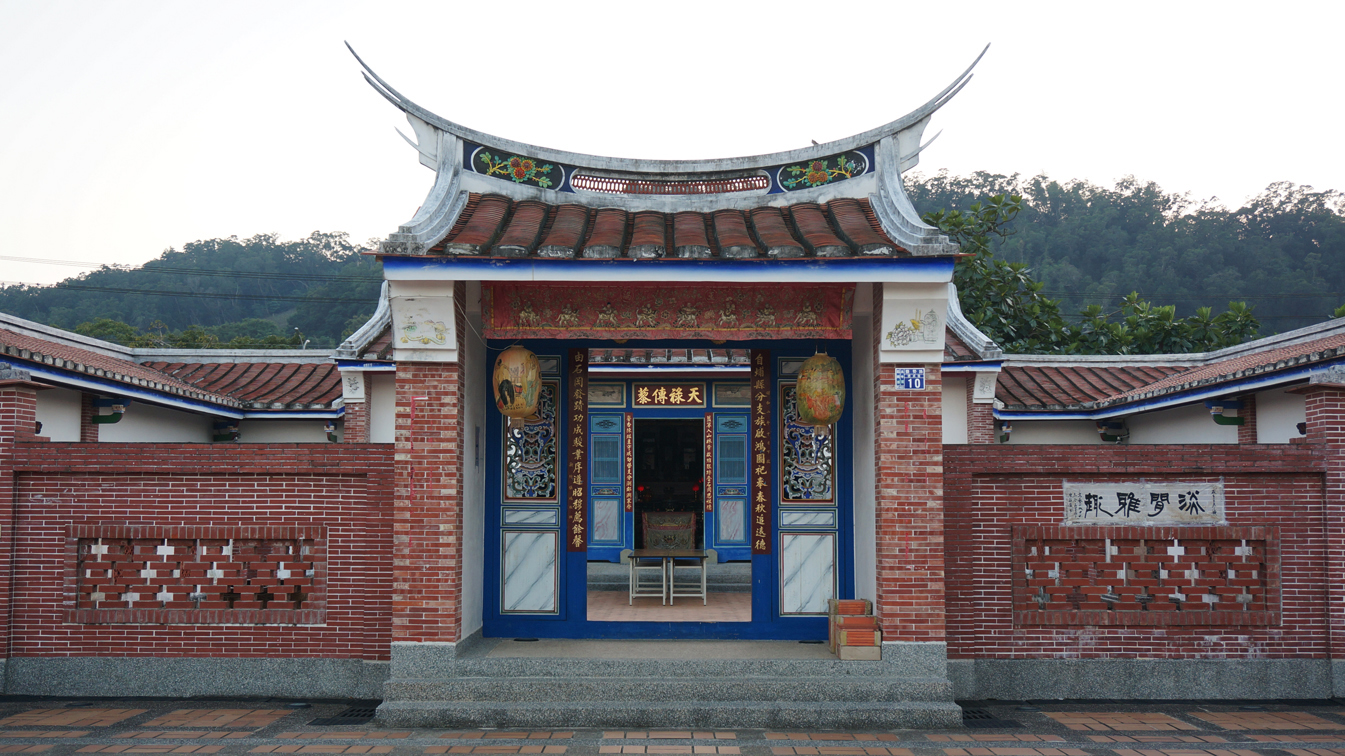
土牛客家文化館

石岡區圖書館位於石岡街區南側，瀕臨食水嵙溪，樓高四層，館舍面積900餘坪，藏書達8萬餘冊，為區內民眾閱讀研究的最佳處所。該館三樓為設有「石岡客家文物館」，館藏品多屬民眾捐獻或清潔隊拾獲，較無系統化蒐集，但也呈現出社區博物館的克難精神，也算是一大特色。該館設有3D魔幻劇場，參觀者可以觀賞立體化之客家山歌演唱，亦可學習客語及客家詩詞、客家童謠等。
土牛客家文化館位於土牛里南方，為土牛望族劉家的老伙房改建而成，兩側廂房仍有劉家後人居住，為全台第一座活的客家文化館。其歷史起源於清康熙五十年（1711年），土牛劉家開臺始祖劉元龍自廣東潮州府大埔縣渡臺，初居在嘉義，劉元龍56歲時返鄉，其子永萬、永順與其孫劉文進（永順之子）留臺並遷往土牛（石岡）地區發展；劉文進號啟成，經營日用雜貨買賣與豆腐生意謀生，因經營得法，漸有積蓄，家業日益興隆，而老夥房即劉家來臺第三代祖先劉文進在清嘉慶末年（約1820年間）時所興建。

## 教育

### 國民中學
- 臺中市立石岡國民中學：位於梅子里南端與新社區中正里交界處（校園位於新社區境內），創立於民國55年8月，是石岡區唯一的國民中學，也是全區最高學府。

### 國民小學
- 臺中市石岡區石岡國民小學：位於石岡里，學區為石岡區西部各里。該校前身為「石岡公學校」，創立於日治時期的明治三十二年（1899年），為區內最古老的學校。昭和十六年（1941年）更名為「石岡國民學校」，民國57年（1968年）再更名為「石岡國民小學」。
- 臺中市石岡區土牛國民小學：位於土牛里，學區為石岡區東部各里。該校前身為「石岡公學校土牛分教場」，創立於大正十年（1921年）。大正十五年（1926年）獨立為「土牛公學校」，昭和十六年（1941年）更名為「土牛國民學校」，民國57年再更名為「土牛國民小學」。

## 交通

### 公車客運
臺中市市區公車
- 本表更新時間為2024年3月2日。

| 路線號碼 | 經營業者 | 營運區間                 | 備註                                                    |
| -------- | -------- | ------------------------ | ------------------------------------------------------- |
| 90       | 豐原客運 | 豐原－東勢高工           | 經豐原高中                                              |
| 90延     | 豐原客運 | 豐原－和平衛生所         | 經豐原高中                                              |
| 91       | 豐原客運 | 舊庄－中興嶺             | 部分班次由舊庄端延駛至臺中航空站 所有班次皆繞駛至豐原東站 |
| 153      | 豐原客運 | 高鐵台中站－谷關         | 原153副谷關新幹線公車延伸線                             |
| 153副    | 豐原客運 | 新市政中心－谷關         | 谷關新幹線公車                                          |
| 153區    | 豐原客運 | 高鐵台中站－東勢高工     |                                                         |
| 206      | 豐原客運 | 豐原－東勢高工           | 經翁子                                                  |
| 206延    | 豐原客運 | 石岡國中－東勢高工       | 經石岡、石岡國小 例假日及非寒暑假輔導課日停駛           |
| 207      | 豐原客運 | 豐原－谷關               |                                                         |
| 208      | 豐原客運 | 豐原－卓蘭               | 往豐原班次皆繞駛至東勢高工                              |
| 209      | 豐原客運 | 豐原－東勢林場           | 往豐原班次皆繞駛至東勢高工                              |
| 219      | 豐原客運 | 石岡國小－龍興里         | 例假日及寒暑假停駛                                      |
| 219延    | 豐原客運 | 石岡國中－龍興里         | 經石岡、石岡國小 例假日及非寒暑假輔導課日停駛           |
| 263      | 豐原客運 | 東勢－崑山               |                                                         |
| 264      | 豐原客運 | 東勢－東興－新五村       |                                                         |
| 265      | 豐原客運 | 東勢－大南－新五村       |                                                         |
| 270      | 豐原客運 | 豐富公園－大南－東勢     |                                                         |
| 271      | 豐原客運 | 豐富公園－東興－東勢     |                                                         |
| 272      | 豐原客運 | 東勢－茄苳寮             | 東勢端17:25班次繞駛至水井 (含272繞)                     |
| 275      | 豐原客運 | 東勢-中和                |                                                         |
| 276      | 豐原客運 | 豐富公園－興中山莊－東勢 |                                                         |
| 277      | 豐原客運 | 豐富公園－復盛里－東勢   |                                                         |
| 278      | 豐原客運 | 東勢－水井               | 例假日及寒暑假停駛                                      |

小黃公車
臺中市小黃公車是由臺中市政府交通局推動的公車系統之一，於2017年4月1日啟用，路線皆採固定時間發車且免費搭乘，乘車需於前一天預約，預約人數較多時則安排多輛計程車以提供載客服務，當中僅無臺中市市區公車行駛、停靠之路段可隨招隨停，以擴大公共運輸服務範圍至年長者、行動不便、偏遠地區、攜帶大型行李的民眾。行經石岡區的小黃公車路線有黃17路（中興嶺至石岡區公所）等1條，提供金星、石岡、萬安、九房等4個里的居民搭乘。
國道客運
| 路線號碼 | 經營業者 | 營運區間         | 備註 |
| -------- | -------- | ---------------- | ---- |
| 1617     | 統聯客運 | 台北－豐原－東勢 |      |

### 公路
省道台3線是石岡區最主的聯外道路，以略呈東南東－西北西走向穿越全鄉精華區所在的大甲溪南岸河谷平原。經由該道路向西轉西南出區界約1公里，即可連接國道4號的豐原端，由此可連接國道1號（中山高速公路）、國道3號（福爾摩沙高速公路），快速前往南北各地，每逢上下班尖峰時段車流偏大，因此時常造成石岡區明德路至豐原區豐勢路二段之間大塞車。
若由省道台3線向西南續行，則可通往豐原，再轉向南可經由潭子、北屯進入臺中市中心，亦可續行前往南部各地。若由省道台3線向東出區界經東勢大橋過大甲溪，即可到達東勢區。在東勢大橋東側可沿台3線轉向北通往苗栗縣的卓蘭、大湖等地，續行可通往北部山線各地；亦可在東勢大橋東側向南轉接省道台8線，前往天冷、和平、谷關等地，或在天冷轉接省道台21線前往國姓、埔里等地。
市道129號是石岡區東部的一條聯外道路，起點位於省道台3線東勢大橋西側附近的土牛，向南可通往新社、大坑、太平、大里等地。
區內另有多條鄉道可供區域性連絡，其中屬於連外道路性質的為中44-1線（石岡向北經長庚大橋過大甲溪通往東勢區下灣）、中93線（社寮角往南通往新社區十分、崑山、中興嶺、茅埔角等地）及中90線（金星面往南經下坑溪金坪橋通往豐原區公老坪、北坑口、豐原等地），而屬於區內連絡道路的僅有中91線（石岡經金星面通往仙塘坪）。
東豐快速道路目前計畫興建中，未來將與國道四號連結，惟石岡當地的石岡反徵收自救會進行抗爭中。

### 公共自行車
臺中市公共自行車租賃系統（iBike）是臺中市政府推動的公共自行車租賃系統，2013年6月開始規劃建置，2014年7月18日開始營運，2017年5月16日使用次數突破一千萬人次，石岡區則於2018年6月20日正式引進YouBike1.0系統，並於2021年7月28日引進YouBike2.0系統，2023年6月28日全面停止營運YouBike1.0系統，改為僅營運YouBike2.0系統。資料截至2024年12月31日，YouBike2.0系統已於石岡區設有2個站點，並可甲地租車、乙地還車，提供民眾租借使用。

## 旅遊

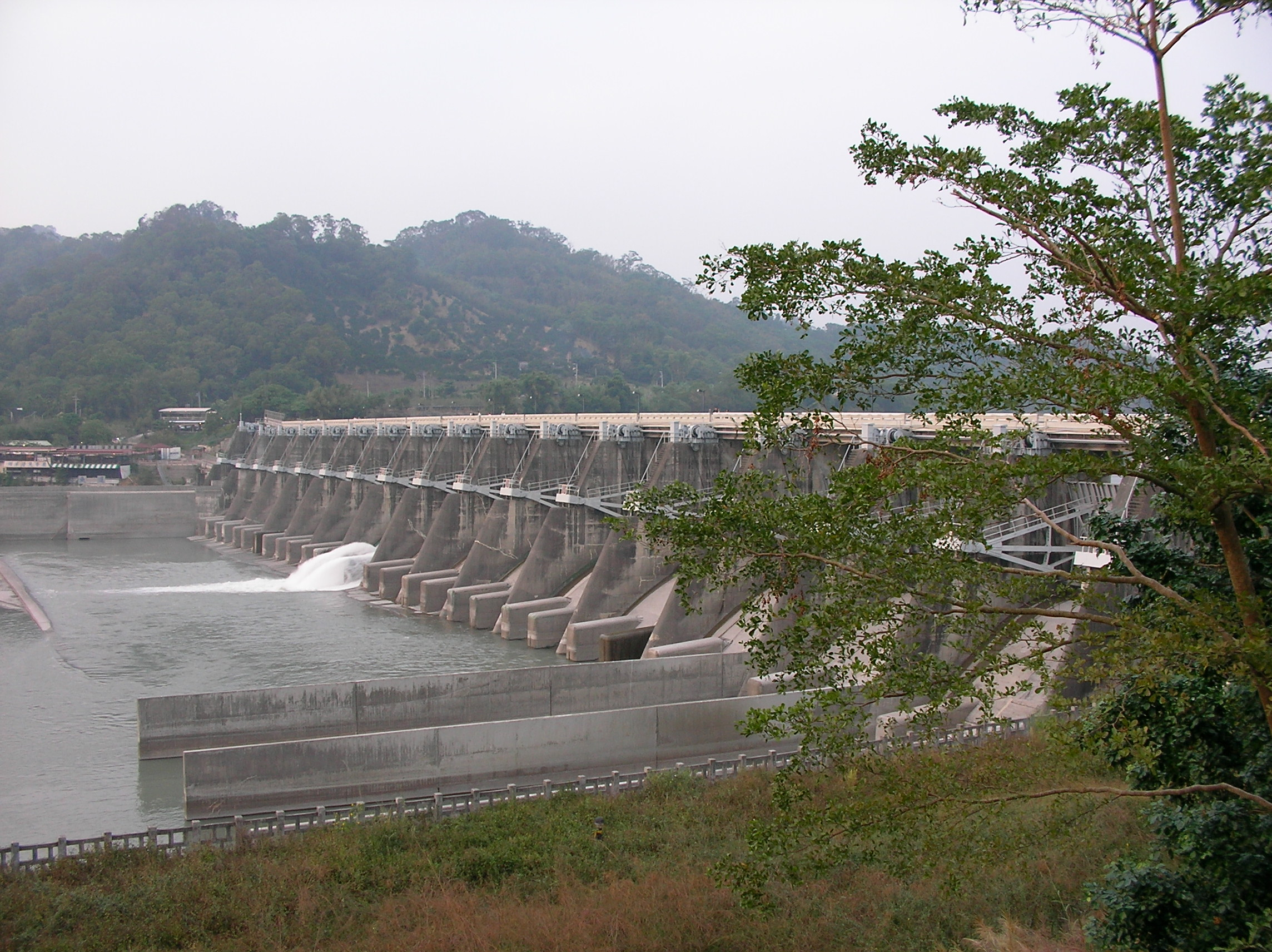
石岡水壩

石岡區為參山國家風景區谷關遊憩區的入口城鎮，因地處石岡水壩水源保護區，工業、農牧業發展受限，因此得以保有自然生態環境及傳統文化特色。區內主要的旅遊景點除區公所規劃的石岡水壩、金星石珠、情人木橋、五福臨門、梅子社區、土牛客家文化館及兩圳生態步道等風景線外，尚有東豐自行車綠廊、石岡農會碾米穀倉、梅子社區百年芒果樹、挑物古道等知名景點。
石岡水壩位於石岡區西北部，是大甲溪的一個攔河堰，於1977年完工營運，其上游流域面積1,061平方公里，約佔大甲溪全流域面積之85%，為大甲溪流域中下游水資源運用樞紐；主要功能在於調節大甲溪流域尖峰發電尾水及河川水資源，並提供大台中地區公共給水及灌溉用水。九二一大地震造成右岸壩及第16、17、18號溢洪閘門毀損。震後，石岡水壩部份受損壩體目前被保留起來，曾為九二一地震國家紀念地，並於第16號溢洪道後方設置魚道，維護大甲溪魚類生態。

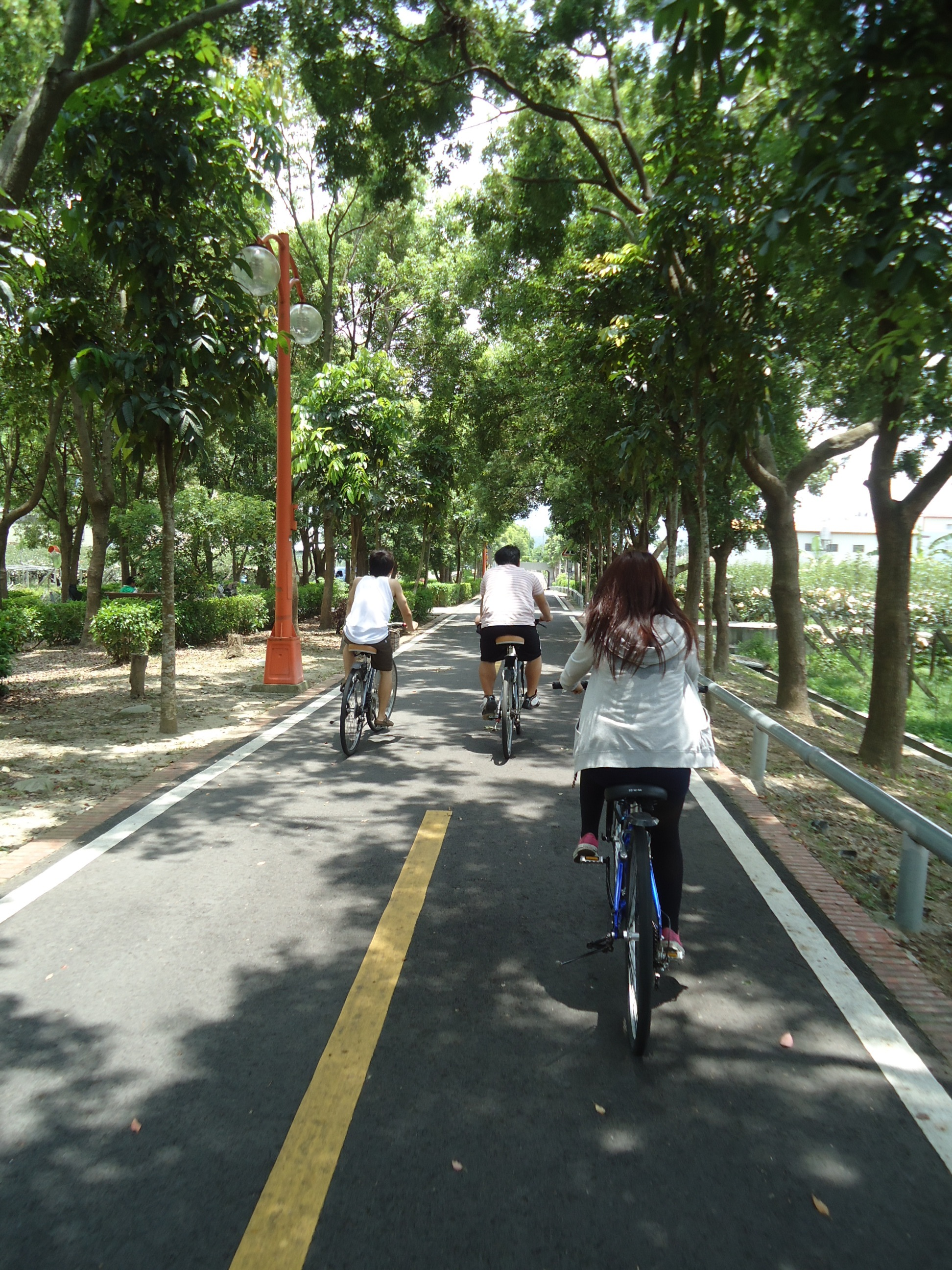
東豐自行車綠廊

「金星石珠」是位於金星面庄中福德祠門口兩側的大石球，置於木架之上。臨近有張家百忍堂、金星石鎖、石忠宮、石岡圖書館等值得駐足之處。「情人木橋」位於萬興里社寮角聚落，橫越食水嵙溪，為遠東跨距最長的膠合木橋，臨近規劃有客家美食區、情人商店家、石農廣場、食水嵙休閒農業區等觀光據點。「五福臨門」位於龍興里火燒坪，原為樟樹、相思樹、榕樹、朴樹、楠樹五棵樹木緊密相鄰，其後朴樹、楠樹相繼枯死，補植香楠，加上天然繁衍的樹杞，仍然湊足「五福」之數。「梅子社區」位於梅子里，社區四周遍植梅樹。921大地震災情慘重，居民協力重建，營造許多景點，包括五分車懷舊公園、震臨泉、梅子古道、甕牆等。「兩圳生態步道」指八寶圳及其分流電火圳旁的生態步道，橫跨德興里、土牛里、梅子里、萬興里等四里南部，動、植物生態豐富。臨近尚有土牛五分車站紀念公園、福仙祠、南眉101步道、社寮角發電廠等景點，值得一遊。

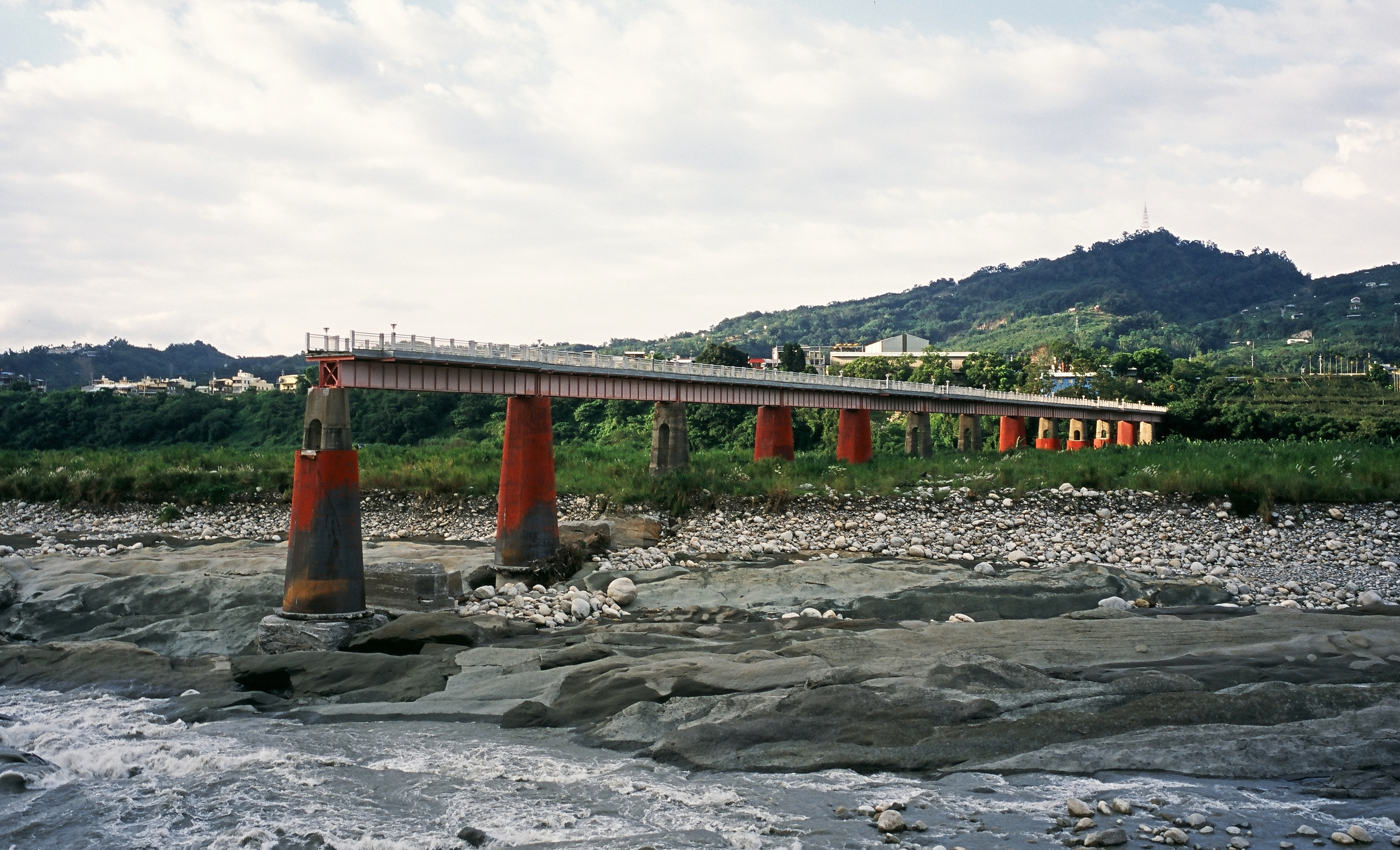
2006年6月水災沖斷的東豐自行車道梅子鐵橋（2008年5月修復）

東豐自行車綠廊是位於東勢區、石岡區及豐原區之間的一條自行車道，全長約12公里，係由舊東勢至豐原間的廢棄鐵道改建而成，沿線仍保留有多處車站和月台建築。其中石岡車站月台附近原為平地，經九二一地震後出現約十公尺高低落差，為體驗地震斷層的極佳地點。沿線設有夜間照明設備，並可以在豐原端與后豐鐵馬道相接。然於2006年6月9日因大水衝擊，導致連接東勢及石岡之梅子鐵橋受損中斷，直到2008年5月31日，該橋修復完成，重新啟用。

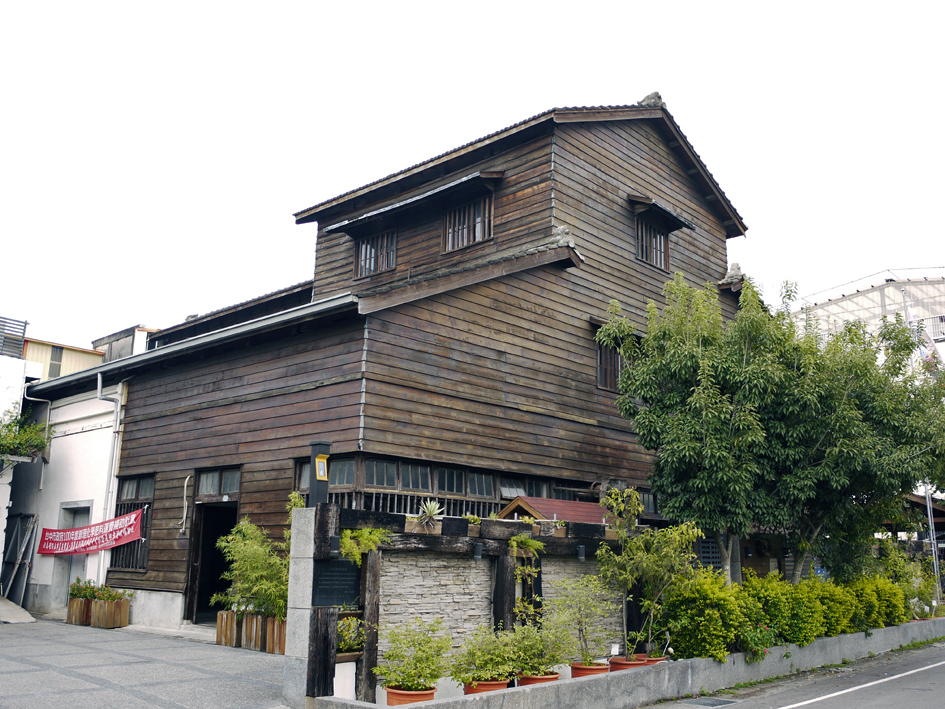
石岡農會碾米穀倉

石岡農會碾米穀倉位於萬安里石岡街區忠孝街，建於日治昭和十七年（1942年），為日式杉木結合編竹夾泥牆建築。近年來石岡稻田面積已逐漸減少，該建築實為農業社會時期的歷史見證。其木製結構頗為精密，係日本技師經歷昭和十年（1935年）關刀山大地震後採用的防震結構工法施作成果，在1999年的921大地震中並無重大毀損，獲得建築學界的重視。2002年4月公告為歷史建築，經整修後於2005年7月1日正式對外開放。
挑物古道位於金星里東側與九房里、龍興里交界處，是昔日石崗仔庄往來仙塘坪庄（今龍興里）的一條山徑，2001年底重新整修為登山步道。步道起點位於石忠宮旁，終點位於五福臨門神木，全長約4.7公里。全程最陡峭的路段稱為「瘦身坡」，可考驗登山者的體力。

## 國際交流

### 姊妹市
| 國家                 | 城市             | 締結日期     |
| -------------------- | ---------------- | ------------ |
| 日本                 | 三朝町（鳥取縣） | 2007年3月6日 |
| 資料來源：石岡區公所 |                  |              |

## 外部連結
- 石岡區公所 （页面存档备份，存于）